# Revelation Mountains
Die Revelation Mountains (revelation engl. für „Offenbarung“) bilden eine zum Teil vergletscherte Gebirgsgruppe im äußersten Südwesten der Alaskakette in Alaska (USA). 

## Geografie
Die Berge befinden sich 230 km westnordwestlich von Anchorage sowie 215 km südwestlich vom Denali. Die höchste Erhebung bildet der Mount Hesperus mit 2996 m. Die Revelation Mountains bilden den westlichsten Teil der Alaskakette.
Die etwa 2600 km² große Gebirgsgruppe wird im Osten von Stony River, Hartman River und Post River begrenzt. Sled Pass (1022 m) und Strand Pass (922 m) bilden Übergänge zu den weiter östlich gelegenen Gebirgsgruppen der Alaskakette. Die Südostseite wird über den Stony River entwässert. Das Gebirge wird nach Südwesten durch den Swift River sowie nach Nordwesten durch den Big River entwässert. Nach Nordosten strömen aus den Revelation Mountains die Flüsse Hartman River und Post River, beides Nebenflüsse des South Fork Kuskokwim River. Nach Westen und Nordwesten grenzt das Gebirge an die Tanana-Kuskokwim-Niederung. Die Revelation Mountains haben eine Ausdehnung in Nord-Süd-Richtung von knapp 100 km sowie in West-Ost-Richtung von knapp 40 km. 
Die abgelegene Gebirgsgruppe liegt fernab größerer Siedlungen und Flugplätze und ist deshalb schwer zugänglich und selten besucht. Das Wetter ist häufig von starken Winden und Niederschlägen geprägt. Die lediglich knapp 3000 m hohen Berge weisen 
über 1000 Meter hohe Felswände mit teils schwierigen Kletterrouten auf. Im Sommer 1967 erkundete eine sechsköpfige Gruppe von Alpinisten die Revelation Mountains und führte mehrere Erstbesteigungen durch. Eine Reihe von Bergen und Gipfeln wurde von dieser Bergsteigergruppe mit Namen versehen.

## Berge der Revelation Mountains (Auswahl)
Die höchsten Berge mit einer Schartenhöhe von mindestens 500 m:
- Mount Hesperus (2996 m)
- Jezebel (2926 m)
- The Apocalypse (2848 m)
- Obelisk (2836 m)
- South Buttress (2835 m)
- Mount Titanic (2835 m)
- The Angel (2824 m)
- Ice Pyramid (2804 m)
- Mount Mausolus (2795 m)
- Golgotha (2725 m)
- Cyane Peak (2716 m)

## Gletscher der Revelation Mountains
Im Gegensatz zu zahlreichen namenlosen und kleinerer Gletscher tragen die drei folgenden einen offiziellen Namen:
- Revelation-Gletscher
- Stony-Gletscher
- Tired-Pup-Gletscher